# Manovra di DeBakey
La manovra di DeBakey è una manovra semeiologica, ormai desueta, escogitata da uno dei fondatori della moderna cardiochirurgia, Michael Ellis DeBakey.

## Esecuzione e valore diagnostico
Tale manovra veniva utilizzata per distinguere un aneurisma dell'aorta addominale sotto-renale, ovvero localizzato al di sotto della diramazione delle arterie renali, da quello sopra-renale.
Si tratta di una palpazione bimanuale eseguita a livello dell'epigastrio. Se con tale manovra si riusciva ad uncinare il polo superiore dell'aneurisma, questo poteva esser considerato sotto-renale.

## Ruolo nella medicina moderna
Attualmente l'esatta localizzazione dell'aneurisma, utile ai fini dell'intervento chirurgico, è certificata tramite l'utilizzo dell'angio-TC.